# Menselijke vuurbeheersing

Inwoners van Vanuatu maken vuur door houtwrijving met behulp van een vuurploeg.

De beheersing van vuur door de mens is het maken, gecontroleerd beheren en doven van vuur. Vermoedelijk gebruikten mensachtigen vuur al passief in de prehistorie voordat actief vuur gemaakt en gecontroleerd kon worden, met name als warmtebron en voor voedselbereiding. Het is een essentieel onderdeel geweest van de menselijke ontwikkeling, de eerste keer dat de mens in staat was op grote schaal in te grijpen in de natuur en ook de eerste vorm van energie waarover de mens kon beschikken buiten de eigen spierkracht. Zonder vuurbeheersing had de overgang naar landbouw niet kunnen plaatsvinden, evenmin als de industriële revolutie. Het gebruik van vuur had verstrekkende gevolgen, zowel op ecologisch gebied, door de veranderingen aan het landschap (met name door ontbossing), maar ook sociologisch en psychologisch, doordat het andere eisen stelde aan de sociale organisatie. Daarnaast traden ook fysiologische veranderingen op door de overgang naar gekookt voedsel.
De mens is de enige diersoort die in staat is om vuur te maken. Het is ook een algemene verworvenheid; elke menselijke samenleving beheerst deze vaardigheid. Dit maakte de mens ook van een ecologisch secundaire soort tot een ecologisch dominante. De mens werd ook de sleutelsoort in de vuurecologie door in toenemende mate het landschap met zijn vegetatie en daarmee ook het dierenleven met behulp van vuur te veranderen. De beheersing van vuur creëerde nieuwe mogelijkheden, maar ook nieuwe gevaren en afhankelijkheden.

## Vroeg gebruik
Zuurstof en brandstof zijn naast hitte nodig om een vuur te laten branden. Gedurende het Proterozoïcum (van 2500 Ma tot 541 Ma, ofwel 2500 tot 541 miljoen jaar geleden) vormde zich een zuurstofrijke atmosfeer. De vorming van voldoende brandstof liet echter op zich wachten tot het Siluur (444 tot 416 Ma). Vanaf dan zijn er aanwijzingen van vuur en daarna lijkt het voorkomen gekoppeld aan de hoeveelheid zuurstof in de atmosfeer. De aarde werd wat historicus Pyne de vuurplaneet noemde, met veel later de mens als vuurwezen. Wanneer mensen actief vuur gingen maken en benutten, is niet precies bekend. Waarschijnlijk was de Homo erectus de eerste mensachtige die het vuur beheerste, ook al is dit belangrijke moment in de menselijke evolutie moeilijk te dateren. Zo zijn sporen van menselijk vuur op de voornamelijk openluchtsites van het Oldowan van voor 800.000 jaar geleden moeilijk te onderscheiden van natuurlijk vuur, niet alleen door verwering maar ook door de grenzen aan de archeologische technieken. Verbrande botten in Swartkrans in Zuid-Afrika en resten van haarden in Koobi Fora en Chesowanja in Kenia zijn mogelijk sporen van vuurgebruik van zo'n 1,5 miljoen jaar geleden, maar kunnen ook door natuurlijk vuur zijn veroorzaakt. Lange tijd werd een zo'n 400.000 jaar geleden bewoonde grot in Zhoukoudian in China gezien als de vroegste bevestigde locatie van vuurgebruik, maar recenter onderzoek heeft hier geen sporen van teruggevonden. Onderzoek uit 2012 wees echter richting de Wonderwerk-grot in Zuid-Afrika, waar sporen zijn gevonden van 1 miljoen jaar geleden. Het vroegste gebruik van vuur zal onderwerp van onderzoek blijven, maar vanaf zo'n 400.000 jaar geleden is het gebruik van vuur ondubbelzinnig en wijdverspreid. De regelmaat waarmee in de periode van 400.000 tot 350.000 BP vuur werd gemaakt op verschillende plekken en door verschillende populaties in Afrika en westelijk Eurazië, suggereert een patroon van culturele diffusie.
Hoewel er op basis van archeologische gegevens geen definitieve uitspraken te doen zijn, lijkt het waarschijnlijk dat vuur werd gebruikt voor steeds meer doeleinden, naargelang de vaardigheid in de beheersing toenam. Aanvankelijk kan het beperkt zijn gebleven tot het warmen aan een bosbrand en het nuttigen van voedsel dat eetbaar werd door de verhitting. Zodra men in staat was om vuur te transporteren kon het dienen als bescherming tegen andere dieren. In een proces van vele generaties kan dit zijn uitgebreid tot de jacht en het koken van voedsel. Naarmate de beheersing toenam, werd het ook ingezet als landbewerking door onbegaanbare wildernis plat te branden. Daardoor kreeg aan vuur aangepaste vegetatie steeds meer de overhand, zoals op de Noord-Amerikaanse prairies. Dit maakte dat ook plant- en diersoorten die goed gedijen op uitgestrekte grasvlaktes de overhand kregen. Zo wist de mens al vroeg zijn omgeving sterk te veranderen en kon hij naar nieuwe gebieden trekken, zoals de gematigde breedtes, waar minder ziektes voorkwamen en vuur het leven met kleding en onderdak aangenamer maakte.

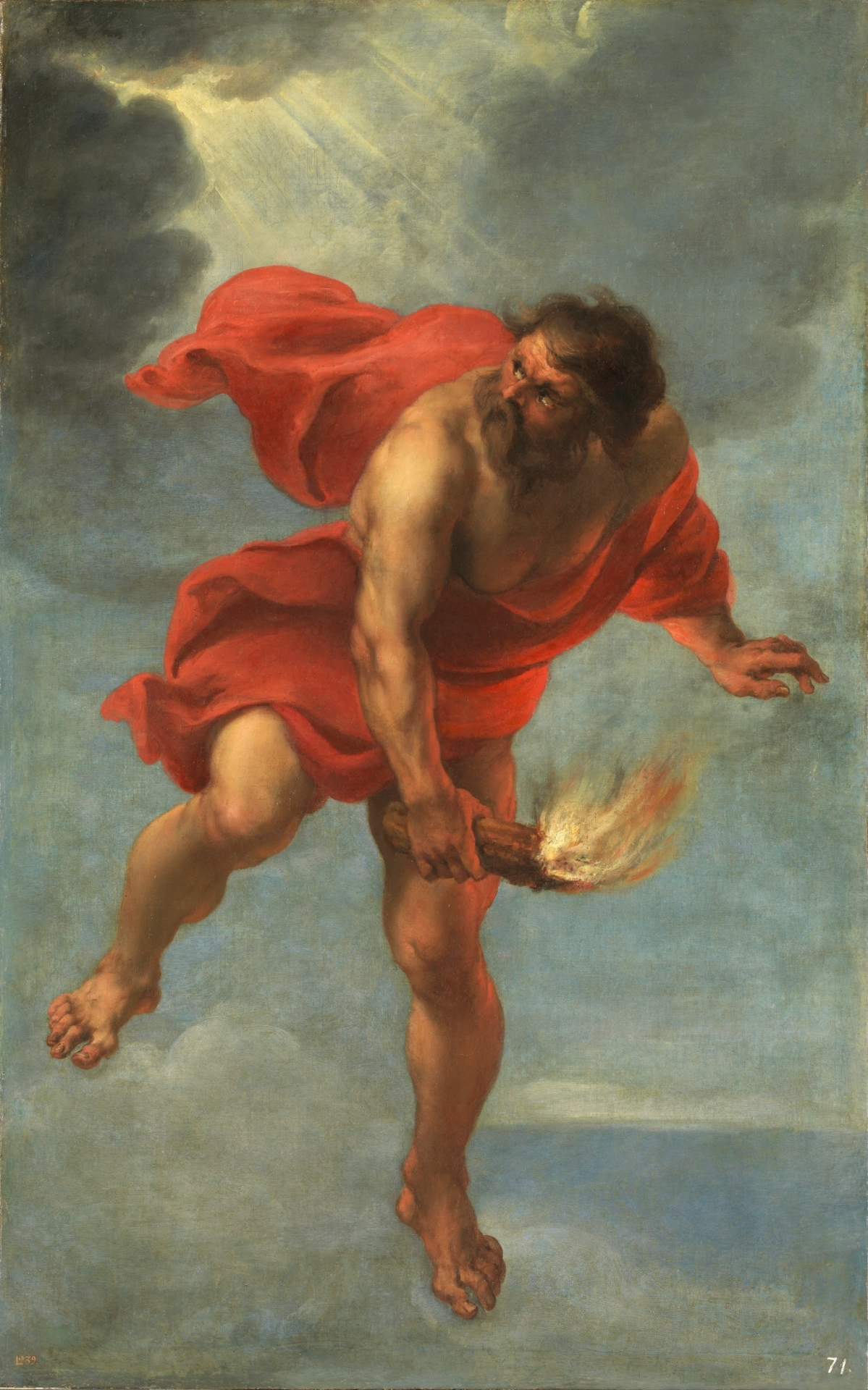
Prometheus draagt het vuur

Het in stand houden van het vuur vergde de nodige discipline en is dan ook door Hough de eerste specialisatie genoemd. Dit had zijn invloed op de sociale structuur binnen een groep, zeker nadat ook het koken zijn intrede had gedaan. Het kampvuur werd het centrale punt en dusdanig belangrijk dat jager-verzamelaars nog in recente tijden zich introduceerden door aan te geven bij welk vuur men hoorde. De sociale differentiatie nam daarmee toe, maar het droeg ook bij aan het civilisatieproces en mogelijk ook aan de ontwikkeling van de cognitie. De vuurmythes, mythes waarin werd verhaald over de verovering van het vuur, maakten hier ook deel van uit, zoals de diefstal van vuur door Prometheus in de Griekse mythologie en door Matarishvan in de vedische religie. Ook vuurriten maakten hier deel van uit, de riten die gepaard gingen met het vuurgebruik. Dit konden vuuroffers zijn, zoals de brahmaanse yajna. Een Germaans gebruik was om in geval van nood alle vuren te doven om deze te vervangen door een nodfyr, een vuur dat op de traditionele manier werd aangemaakt door het wrijven van hout op hout. Dit vuur moest het gevaar afwenden. Uit dit zuiverende vuur werden wel vreugdevuren aangestoken.
Al deze veranderingen vat Goudsblom samen als vuurregime.

## Landbouwsamenlevingen

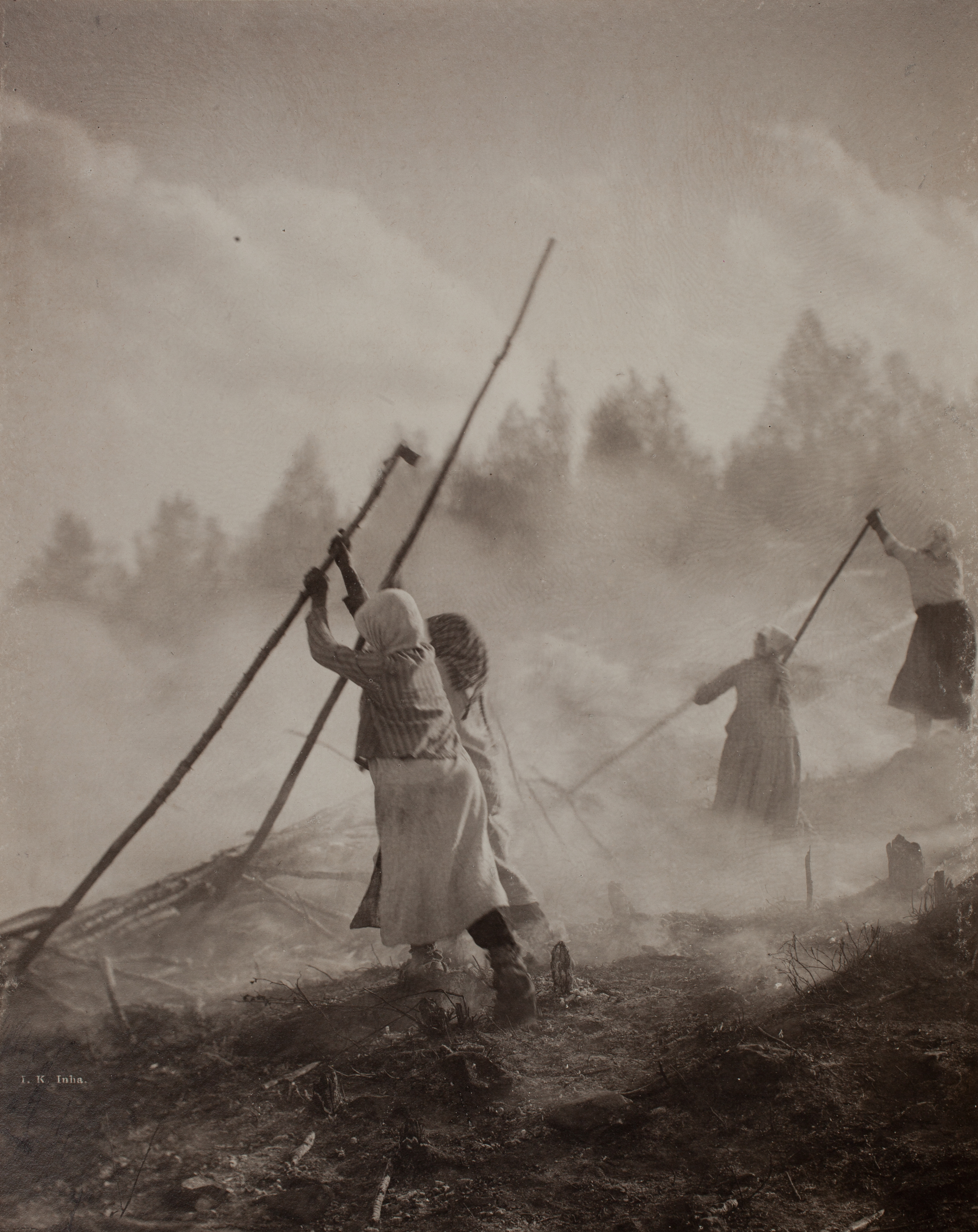
In grote delen van Europa werd hakken en branden al ver voor het begin van de jaartelling niet meer toegepast, maar in minder gecultiveerde gebieden zoals hier in Eno in Finland werd het nog in recente tijden toegepast.

De sociale structuur en de gewenning aan uitgestelde bevrediging die zo ontstond gedurende vele generaties, hielp bij de overgang naar het volgende ecologische regime: het agrarische regime. Zwerflandbouw was een van de vroege vormen van landbouw. Een van de methoden hierbij was die van brandlandbouw (hakken en branden). Aangezien dood hout beter brandt, werden bomen in een te ontginnen stuk grond gedood door er diepe inkepingen in te hakken. Enige maanden later werden deze bomen afgebrand, waarna het land enkele jaren gebruikt kon worden voor landbouw tot het werd overwoekerd en men overging naar een ander stuk land. Deze vorm van landbouw sloot aan bij de al lang gebruikelijke landbewerking door gebieden in brand te steken om de jacht mogelijk te maken en beter in staat te zijn om zaden en planten te vinden. Zodra er echter niet meer voldoende land was, werd deze vorm van landbouw problematisch en moest worden overgegaan op andere vormen. De door het afbranden van grote delen bos ontstane cultuurgronden maakten het mogelijk over te gaan op permanente landbouw. Daarbij vond het verbeteren van de bodemvruchtbaarheid en de bodemstructuur en het onderdrukken van onkruid niet meer met vuur plaats, maar door de grond te bewerken met een ploeg, te bemesten en door irrigatie. Deze vorm van landbouw was aanmerkelijk arbeidsintensiever aangezien het vuur niet meer het meeste werk deed. Naast een aanmerkelijk grotere investering in, naast arbeid, ook kapitaal, vergde het ook een hoger organisatieniveau. Men kon zo echter wel veel grotere bevolkingsdichtheden ondersteunen.
In de agrarische samenleving die zo langzaam ontstond, werd de vuurbeheersing steeds verfijnder. Er kwamen ovens, stoven en lampen, terwijl de centrale plaats van het kampvuur werd vervangen door de open haard, wat tot uitdrukking komt in de huidige betekenis van het Latijnse woord voor haard, focus. Ook de brandstoffen werden uitgebreid met onder meer houtskool, terwijl nieuwe toepassingen als pottenbakken en de nog ingrijpender metallurgie ontstonden. De eerste metalen die bewerkt werden, waren lood en koper. Met brons begon men ook legeringen te maken door metalen te mengen. Uiteindelijk kreeg men ook het bewerken van ijzer onder de knie en brak de ijzertijd aan. De eerdere metalen werden vooral als siervoorwerp gebruikt, maar met de komst van brons en ijzer konden ook gereedschap en wapens worden gemaakt. Dit droeg bij aan de overgang naar het militair-agrarisch regime dat ontstond doordat bezit en het veroveren en verdedigen daarvan een rol ging spelen.
Sedentaire gemeenschappen hadden niet alleen meer te verliezen, maar waren ook kwetsbaarder voor brand. Zo schreef de Romeinse satiricus Juvenalis in Satire III al dat hij er niet aan moest denken in de stad te wonen waar een verdieping lager brand kan uitbreken terwijl je ligt te slapen. Het maakte dat brandpreventie en brandbestrijding een rol gingen spelen. Zo werden er in Rome bouwvoorschriften uitgevaardigd waarin minimale tussenafstanden en maximale bouwhoogtes werden genoemd. In middeleeuws Europa waren vergelijkbare voorschriften, onder meer over de verplichting vuren 's nachts te doven (Oudfrans cuevrefeu, tegenwoordig couvre-feu en door ontlening Engels curfew). Voor brandbestrijding beschikte men in Rome over de Vigilus, een uit slaven bestaande brandweer. Als blussen niet volstond, was men veelal aangewezen op het creëren van een brandgang waarbij omringende huizen werden neergehaald om te voorkomen dat het vuur verder zou overslaan. Pas met de uitvinding van de moderne oprolbare brandslang in 1673 door Jan van der Heyden en een verbeterde brandweerpomp konden grotere branden voor het eerst effectief worden bestreden met water. Door uitvindingen als deze en de verstening van de steden nam in de achttiende eeuw het aantal stadsbranden af.
Een ommekeer in de vuurbeheersing was de uitvinding van het buskruit. Voor het eerst wist men gebruik te maken van de explosieve eigenschappen tegenover de tot dan toe gelijkmatige en meestal langdurige verbranding. Aanvankelijk werd dit voornamelijk toegepast in de oorlogsvoering, waar de komst van vuurwapens een van de onderdelen van een militaire revolutie was. Gaandeweg verbeterden de giet- en smeedkunst, maar het zou nog tot de negentiende eeuw duren voordat de explosieve eigenschappen voor vreedzame doeleinden konden worden toegepast met de verbrandingsmotor.
Het belang van vuur blijkt onder meer uit het gegeven dat veel religies vuurculten hadden met vuurgoden, vuurrituelen en vuurfeesten. Ook hadden veel tempels een altaarvuur. Vuur werd in veel culturen ook gezien als een van de elementen waartoe alles op aarde zou te herleiden zijn. Dit laatste veranderde echter gedurende de wetenschappelijke revolutie. Waar men aanvankelijk dacht dat er bij verbranding phlogiston vrijkwam, toonde Lavoisier aan dat de brandstof geen element af gaf, maar zich juist verbond met zuurstof. Vuur bleek niet een van de elementaire elementen en in plaats daarvan begon men in de nieuwe leer van de thermodynamica te spreken over warmte en energie. De wetenschap bracht ook meetinstrumenten als de thermometer, waarmee verbrandingsprocessen nauwkeuriger konden worden gestuurd .

## Industriële samenleving

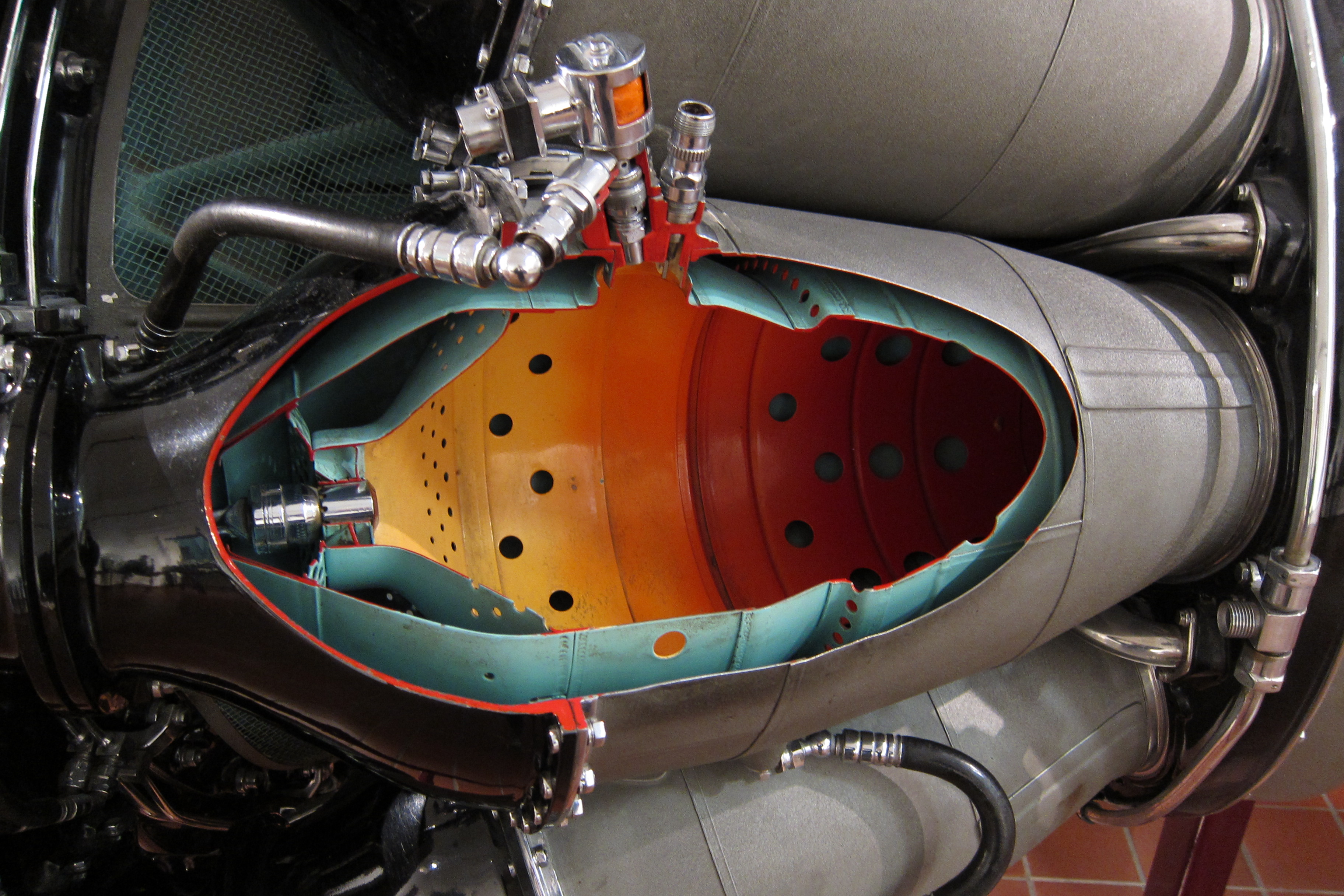
Met het verfijnder worden van de vuurbeheersing gedurende de industriële revolutie, vond verbranding steeds meer uit het zicht plaats in verbrandingskamers zoals deze Rolls-Royce Nene turbojet.

Gedurende deze periode begon de derde door mensen in gang gezette ecologische verandering: een lang proces van industrialisering, waarbij vuur voor het eerst op grote schaal werd gebruikt om machines aan te drijven. Hoewel historicus Von Tunzelmann het belang van de stoommachine nuanceerde door te stellen dat de Britse economische groei gedurende de achttiende eeuw zonder deze slechts twee maanden vertraging zou hebben opgelopen, is de invloed vooral in de tweede helft van de negentiende eeuw een van de bepalende factoren geweest voor het overwicht dat de westerse wereld verkreeg. Aan de andere kant van het spectrum van uitvindingen lag de veiligheidslucifer die vanaf ongeveer 1855 in groten getale werd geproduceerd en waarmee de mogelijkheid om op elk moment over vuur te beschikken, binnen ieders handbereik kwam.
Met de overgang naar olie en de verbrandingsmotor en de uitvinding van de auto en het vliegtuig, verkreeg de mensheid een ongekende mobiliteit. Hoewel de samenleving als geheel daarmee het verbrandingsproces als nooit eerder beheerst, is de zichtbaarheid hiervan vrijwel verdwenen en daarmee is ook de individuele bekwaamheid in de omgang met vuur verminderd. Door het gebruik van fossiele brandstoffen en de daarmee samenhangende elektrificatie, nam volgens de socioloog Gleichmann ook het onderscheid tussen dag en nacht af. Hoewel de afhankelijkheid van de natuur niet minder is geworden, is deze wel minder direct geworden.
Ook de brandbestrijding zag een sterke professionalisering, zowel in techniek als organisatie; niet alleen bij de beroepsbrandweer, maar ook bij de vrijwillige brandweer. Ook de brandpreventie zag een sterke regulering.

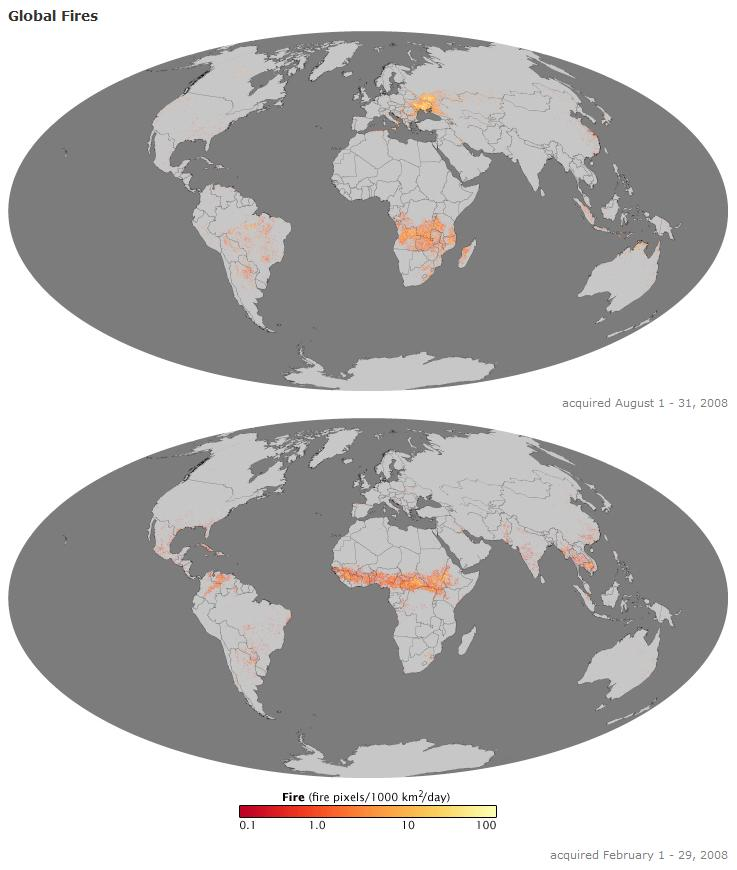
Wereldwijde branden in augustus en februari 2008.

De enorme toename van het energieverbruik heeft ongekende mogelijkheden gecreëerd, maar ook problemen veroorzaakt, waarvan de gevolgen nog niet volledig te overzien zijn. Luchtvervuiling is daar een onderdeel van. In de westerse landen ontstond door excessen als de Grote Smog van 1952, waarbij in Londen duizenden doden vielen, een milieubeweging. Men stapte daarop over op schonere brandstoffen, waarmee de milieudruk afnam. In armere industrialiserende landen, waar de publieke opinie veel minder invloed had, was dit echter in veel mindere mate het geval. Mogelijk ligt het dodental door luchtvervuiling in de twintigste eeuw tussen de 25 en 40 miljoen mensen. Een probleem dat minder snel is aan te pakken, is het versterkte broeikaseffect door de toename van broeikasgassen. Het lijkt erop dat dit een opwarming van de Aarde tot gevolg heeft. Bosbranden zijn een ander probleem, vooral in de tropische regenwouden; waar het hakken en branden in vroeger tijden op bescheiden schaal plaatsvond, is de omvang tegenwoordig in bepaalde gebieden dusdanig dat de schade aan deze ecosystemen onomkeerbaar is. Ook in de westerse wereld woeden echter nog steeds grote bosbranden, zoals in het Middellandse Zeegebied, de Verenigde Staten en Australië. De beheersing daarvan is de afgelopen jaren verschoven naar het toestaan van gecontroleerde branden om te voorkomen dat zich te grote hoeveelheden brandbaar materiaal verzamelen. Voor pirofiete bomen en planten of vuurgroeiers is vuur zelfs een voorwaarde om te overleven.
De vernietigende kracht van vuur is veelvuldig gebruikt in oorlogen. Luchtbombardementen maakten steden daarbij zeer kwetsbaar, met als duidelijkste voorbeeld de honderdduizend doden die vielen door het bombardement op Tokio en de daaropvolgende vuurstorm.